# دانیلو دوناتی
دانیلو دوناتی (انگلیسی: Danilo Donati؛ ۱۹۲۶ – ۱ دسامبر ۲۰۰۱) یک نویسنده اهل ایتالیا بود.
وی همچنین برنده جوایزی همچون جایزه انجمن ملی فیلم ایتالیا شده است.